# المپیک تابستانی ۱۹۶۰
المپیک تابستانی ۱۹۶۰ (در انگلیسی: Games of the XVII Olympiad) که به‌طور رسمی با نام «بازی‌های المپیاد هفدهم» شناخته می‌شود، از ۲۵ اوت تا ۱۱ سپتامبر ۱۹۶۰ میلادی در شهر رم در کشور ایتالیا و با حضور ۵٬۳۳۸ ورزشکار زن و مرد از ۸۳ کشور جهان و در ۱۷ رشته ورزشی در استادیوم المپیک برگزار شد.

## انتخاب میزبان

### کاندیداها
1. رم-ایتالیا
2. لوزان-سوئیس
3. بوداپست-جمهوری خلق مجارستان
4. بروکسل-بلژیک
5. دیترویت-ایالات متحده آمریکا
6. مکزیکو سیتی-مکزیک
7. توکیو-امپراتوری ژاپن

### انتخاب
رم

### محل رای‌گیری
پاریس-فرانسه

## ورزش‌ها
| - ورزش‌های آبی - شیرجه (4) - شنا (15) - واترپلو (1) - دو و میدانی (34) - بسکتبال (1) - بوکس (10) - قایقرانی (7) | - دوچرخه‌سواری - جاده (2) - پیست (4) - سوارکاری - درساژ (1) - اونتینگ (2) - پرش (2) - شمشیربازی (8) | - هاکی روی چمن (1) - فوتبال (1) - ژیمناستیک (14) - پنج‌گانه مدرن (2) - روئینگ (7) - قایقرانی بادبانی (5) - تیراندازی (6) - وزنه‌برداری (7) | - کشتی - آزاد (8) - فرنگی (8) |

## کشورهای شرکت کننده
| - افغانستان (۱۳) - هند غربی بریتانیا (۱۳) - آرژانتین (۱۰۱) - استرالیا (۲۰۹) - اتریش (۱۱۸) - باهاما (۱۷) - بلژیک (۱۰۸) - برمودا (۹) - برزیل (۷۲) - گویان (۵) - بلغارستان (۱۱۶) - میانمار (۱۰) - کانادا (۸۶) - سیلان (۵) - شیلی (۹) - کلمبیا (۱۷) - کوبا (۱۲) - چکسلواکی (۱۱۶) - دانمارک (۱۰۰) - اتیوپی (۱۲) - فیجی (۲) - فنلاند (۱۱۷) - چین (۲۷) - فرانسه (۲۳۸) - تیم متحد آلمان (۲۹۳) - غنا (۱۳) - بریتانیای کبیر (۲۵۳) - یونان (۴۸) - هائیتی (۱) - هنگ کنگ (۴) - مجارستان (۱۸۴) - ایسلند (۹) - هند (۴۵) - اندونزی (۲۲) - ایران (۲۳) - عراق (۲۱) - ایرلند (۴۹) - اسرائیل (۲۳) - ایتالیا (۲۸۰) (میزبان) - ژاپن (۱۶۲) - کنیا (۲۷) - کره جنوبی (۳۵) - لبنان (۱۹) - لیبریا (۴) - لیختن‌اشتاین (۵) - لوکزامبورگ (۵۲) - مالایا (۹) - مالت (۱۰) - مکزیک (۶۹) - موناکو (۱۱) - مراکش (۴۷) - هلند (۱۱۰) - آنتیل هلند (۵) - نیوزیلند (۳۷) - نیجریه (۱۲) - نروژ (۴۰) - پاکستان (۴۴) - پاناما (۶) - پرو (۳۱) - فیلیپین (۴۰) - لهستان (۱۸۵) - پرتغال (۶۵) - پورتوریکو (۲۷) - رودزیا (۱۴) - رومانی (۹۸) - سان مارینو (۹) - سنگاپور (۵) - آفریقای جنوبی (۵۵) - اتحاد شوروی (۲۸۳) - اسپانیا (۱۴۴) - سودان (۱۰) - سوئد (۱۳۴) - سوئیس (۱۴۹) - تایلند (۲۰) - تونس (۴۲) - ترکیه (۴۹) - اوگاندا (۱۰) - مصر (۷۴) - ایالات متحده آمریکا (۲۹۲) - اروگوئه (۳۴) - ونزوئلا (۳۶) - ویتنام (۳) - یوگسلاوی (۱۱۶) |

## جدول مدال‌ها
| رتبه | کشور                | طلا | نقره | برنز | مجموع |
| ۱    | اتحاد شوروی         | ۴۳  | ۲۹   | ۳۱   | ۱۰۳   |
| ۲    | ایالات متحده آمریکا | ۳۴  | ۲۱   | ۱۶   | ۷۱    |
| ۳    | ایتالیا (میزبان)    | ۱۳  | ۱۰   | ۱۳   | ۳۶    |
| ۴    | تیم متحد آلمان      | ۱۲  | ۱۹   | ۱۱   | ۴۲    |
| ۵    | استرالیا            | ۸   | ۸    | ۶    | ۲۲    |
| ۶    | ترکیه               | ۷   | ۲    | ۰    | ۹     |
| ۷    | مجارستان            | ۶   | ۸    | ۷    | ۲۱    |
| ۸    | ژاپن                | ۴   | ۷    | ۷    | ۱۸    |
| ۹    | لهستان              | ۴   | ۶    | ۱۱   | ۲۱    |
| ۱۰   | چکسلواکی            | ۳   | ۲    | ۳    | ۸     |